# Prelude en Kerstmuziek
Prelude en Kerstmuziek is een compositie van de Poolse componist Wojciech Kilar. Het is geschreven voor vier hobo’s en strijkorkest. Basismateriaal voor deze kerstmuziek wordt gevormd door een oud-Pools kerstlied Nastał nam jest dzień wesoły. Het eendelige werk begint met dissonante, mysterieuze akkoorden in het strijkorkest, waarboven de hobo’s hun melodie plaatsen. Ook later in het werk komen regelmatig dissonanten voor. De muziek wijkt sterk af van de muziek, die in het Westen bekend is van deze componist. Net als zijn muzikale broeder Krzysztof Penderecki keerde hij terug van zijn avant-gardeschreden om meer traditionele klassieke muziek te schrijven, zonder echter het verleden geheel los te laten. De compositie heeft een canonstructuur.
De eerste uitvoeringvond plaats in Warschau gedurende de Warszawska Jesień, muziekfeest, verzorgd door het Pools Nationaal Radio-Symfonieorkest onder leiding van Mario di Bonaventura.

## Bron en discografie
- Uitgave Olympia Compact Discs Ltd.: Filharmonisch Orkest van Warschau o.l.v. Witold Rowicki
- PWM.COM.PL Registratie Poolse klassieke muziek